# Nikolai Wladimirowitsch Skoblin

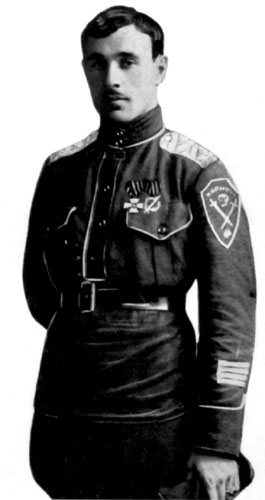
Skoblin (1918)

Nikolai Wladimirowitsch Skoblin (russisch Николай Владимирович Скоблин, wiss. Transliteration Nikolaj Vladimirovič Skoblin; * 1892; † nach September 1937) war ein russischer Offizier und sowohl Handlanger wie vermutlich Opfer des Stalinismus.

## Leben
Als ehemaliger Offizier der zaristischen Armee kommandierte Skoblin im Russischen Bürgerkrieg das Kornilow-Regiment der Weißen Armee. Während des Krieges zeichnete er sich durch seine Tapferkeit aus, war jedoch auch für seine Grausamkeit berüchtigt. So wurden gefangene Rotarmisten von seinen Männern auf der Stelle gehängt. Im Herbst 1919 nahm er die Sängerin und spätere Ehefrau Nadeschda Wassiljewna Plewizkaja in Kursk gefangen.
Nach dem Ende des Bürgerkriegs emigrierte er über Bulgarien nach Frankreich, wo er sich im Jahr 1930 für den sowjetischen Geheimdienst anwerben ließ. Daneben soll er auch für die Gestapo sowie den belgischen Geheimdienst gearbeitet haben. Zusammen mit seiner Frau war er maßgeblich an den Entführungen der im Exil in Paris lebenden zaristischen Generäle Kutepow und Miller in die Sowjetunion beteiligt. Letzterer hatte indes aufgrund des mysteriösen Verschwindens Kutepows Verdacht geschöpft und vor seiner Entführung eine Botschaft hinterlegt, aus der hervorging, mit wem er sich zu dem konspirativen Treffen verabredet hatte, von dem er nicht zurückkehrte. Skoblin musste daraufhin im September 1937 aus Paris fliehen. Sein weiteres Schicksal ist ungeklärt. Gelegentlich wird er mit dem GPU-Agenten Orlow in Verbindung gebracht, der in einem schriftlichen Bericht andeutete, dass der flüchtige Skoblin Zuflucht auf einem getarnten Schiff des sowjetischen Geheimdienstes fand und auf der Fahrt von Frankreich in die Sowjetunion in der Ostsee über Bord geworfen wurde. Skoblins Frau wurde wegen des Verschwindens Millers in Paris verhaftet und zu 20 Jahren Haft unter verschärften Bedingungen verurteilt. Sie verstarb im Oktober 1940 im Gefängnis von Rennes.
Vladimir Nabokov hat den Lebensweg Skoblins und seiner Frau Nadeschda Plewizkaja in seiner Erzählung Der Regieassistent (Помощник режиссёра) literarisch verarbeitet.
Éric Rohmer ließ sich von der Biografie Skoblins bei seinem Film Triple Agent (2004) inspirieren.